# Anand Agricultural University
Anand Agricultural University är ett universitet i Indien. Det ligger mellan staderna Vadodara och Ahmedabad. i distriktet Anand och delstaten Gujarat, i den västra delen av landet. Anand Agricultural University ligger 39 meter över havet.